# 布德爾博物館
布德爾博物館（法語：Musée Bourdelle，發音：[myze buʁdɛl]）是位於法國首都巴黎第十五區的一座博物館。博物館除了禮拜一之外每日開放。這座博物館是雕塑家安托万·布德尔在1885年至1929年期間的工作室，博物館保留了他的工作室，也展現出19世紀末至20世紀初巴黎藝術工作室的樣子。現在博物館收藏了500多件展品。

## 博物馆的建立
这是一个由真实的工作室改建而成的博物馆，但自从安托萬·布德爾于1929年去世后，其面积增加了10倍。
在安托萬·布德爾生命的最后阶段，这位艺术家，像罗丹一样，计划创建自己的博物馆。这座博物馆在赞助人加布里埃尔-科尼亚克（Gabriel Cognacq）的经济支柱下得以实现，他是莎玛丽丹百货公司创始人欧内斯特-科尼亚克的侄子和继承人。此外安托萬·布德爾的妻子克莱奥帕特雷-布尔戴勒-塞瓦斯托斯（Cléopatre Bourdelle-Sévastos）以及他的女儿罗迪亚-杜菲-布尔戴勒（Rhodia Dufet-Bourdelle）坚持不懈支持此博物馆，项目最终得以实现。
20世纪30年代初，工作室所在的土地被出售；他的妻子克莱奥帕特尔-布尔戴尔没有能力购买。加布里埃尔-科尼亚克（Gabriel Cognaq）垫付了资金，买回了工作室所在的土地，但从未要求偿还，这笔资金用来保存工作室里的艺术作品防止它们遗失。最后，克莱奥帕特-布德尔-塞瓦斯托斯和她的女儿罗迪亚-布德尔成为艺术品产权人。
他们多次提议将遗址捐献给国家，但被国家拒绝。但在美术学院院长3Yvon Bizardel的协调下，巴黎市才接受了捐赠。原本要穿过博物馆场地的萨克斯路（Rue de Saxe）立即改道了。巴黎市的建筑师亨利-高特鲁什（Henri Gautruche）指导了这项工作，在布德尔去世20年后，博物馆于1949年7月4日开幕。

## 外部連結
- Bourdelle Museum official website （页面存档备份，存于）
- Paris Musées official website （页面存档备份，存于）

 维基共享资源上的相關多媒體資源：布德爾博物館